# Neopseudatrichia inglewoodi
Neopseudatrichia inglewoodi är en tvåvingeart som beskrevs av Kelsey 1970. Neopseudatrichia inglewoodi ingår i släktet Neopseudatrichia och familjen fönsterflugor. Inga underarter finns listade i Catalogue of Life.